# Forêt nationale d'Okanogan
La forêt nationale d'Okanogan (anglais : Okanogan National Forest) est une forêt nationale américaine située dans le comté d'Okanogan dans l'État de Washington au nord-ouest des États-Unis. Elle est gérée conjointement avec la proche forêt nationale de Wenatchee par le service forestier américain. La forêt a été établie en 1911 au départ d'une partie de la forêt nationale de Chelan. 

## Description
D'une superficie de 6 066,3 km2, la forêt est délimitée au nord par le Canada,  à l'est par la forêt nationale de Colville et à l'ouest par la Ross Lake National Recreation Area, une zone récréative liée au parc national des North Cascades. La forêt est située sur le flanc oriental de la chaîne montagneuse des North Cascades. Ces montagnes jouent un rôle de barrière naturelle pour l'humidité en provenance de l'océan Pacifique ce qui explique que la partie occidentale du parc est plus humide que la partie orientale.
La totalité de la réserve naturelle Pasayten Wilderness et une partie de la Lake Chelan Sawtooth Wilderness se trouvent dans la forêt. Une étude du service forestier américain de 1993 a estimé que 1 278 km2 de la forêt était recouvert d'une forêt primaire. Cette forêt se compose en grande partie du Pin tordu (Pinus contorta).

Vue panoramique de la forêt.